# 细胞色素b5还原酶
细胞色素b5还原酶（或称为高铁血红蛋白还原酶）是一种将高铁血红蛋白转变为血红蛋白的NADH依赖性酶，其中包含有黄素腺嘌呤二核苷酸并催化如下反应：
NADH + H+ + 2 高铁细胞色素b5 = NAD+ + 2 亚铁细胞色素b5